# Fuel 2000
Fuel 2000 is een Amerikaans platenlabel, dat jazz-, pop- en bluesplaten van verschillende platenmaatschappijen (waaronder BYG Actuel, Jewel Records en Paula) opnieuw uitbrengt. De muziek wordt gedistribueerd door Varèse Sarabande en Universal Music.
Platen die opnieuw werden uitgebracht, waren van onder meer Cab Calloway, Fats Waller en Coleman Hawkins (jazz), Jethro Tull en the Archies (pop en rock), Otish Rush en Magic Sam (blues).
Het label is gevestigd in Los Angeles en is in handen van Len Fico, een veteraan in de muziekindustrie.